# Каргат (місто)
Карга́т (тюрк. «чорна ягода», тобто порічки) — місто (з 1965 року) в Росії, адміністративний центр Каргацького району Новосибірської області .
Населення — 9656 осіб (2015).

## Географія
Місто розташоване на річці Каргат (притока Чулима, басейн озера Чани), за 177 км від Новосибірська. Через Каргат проходить Транссибірська магістраль.

## Історія
За найбільш поширеною версією заснування міста датується 1746 роком, коли на річку Каргат був перенесений гарнізон з села Убінське.

## Населення
| 1959    | 1970    | 1979    | 1989    | 1996    | 1998    | 2000    |
| ------- | ------- | ------- | ------- | ------- | ------- | ------- |
| 12 760  | ↗12 896 | ↘12 585 | ↘12 561 | ↗13 100 | ↘12 700 | ↘12 300 |
| 2001    | 2002    | 2005    | 2006    | 2007    | 2008    | 2009    |
| ↘12 100 | ↘11 184 | ↘11 000 | ↘10 900 | ↗10 934 | ↘10 800 | ↘10 763 |
| 2010    | 2011    | 2012    | 2013    | 2014    | 2015    | 2016    |
| ↘10 042 | ↘10 000 | ↘9984   | ↘9807   | ↘9720   | ↘9656   | ↘9584   |
| 2017    |         |         |         |         |         |         |
| ↘9519   |         |         |         |         |         |         |